# Tokimeki Memorial 3: Yakusoku no ano basho de
Tokimeki Memorial 3: Yakusoku no Ano Basho de (ときめきメモリアル3 〜約束のあの場所で〜?) è un simulatore di appuntamenti della Konami ed è il terzo gioco della serie "Tokimeki Memorial".
Tokimeki Memorial 3 è stato pubblicato nel 2001 per la PlayStation 2 ed è il primo gioco della serie a superare i limiti grafici dei simulatori di appuntamenti, essendo il primo ad essere sviluppato in Computer grafica 3D. Comunque, molti appassionati non hanno apprezzato l'aspetto tridimensionale delle ragazze che, seppure ben animate, non avevano l'appeal "manga" tipico della grafica bidimensionale. Anche per questa ragione il gioco non ha avuto il successo sperato e, a differenza dei precedenti giochi della serie, Tokimeki Memorial 3 non ha ricevuto alcuno spin-off.

## Personaggi "conquistabili"
- Yukiko Makihara (牧原 優紀子)
- Chitose Aizawa (相沢 ちとせ)
- Mari Oda (御田 万里)
- Rika Kawai (河合 理佳)
- Emi Tachibana (橘 恵美)
- Serika Shinjō (神条 芹華)
- Kazumi Watarai (渡井 かずみ)
- Hotaru Izumi (和泉 穂多琉)
- Masaki Shiratori (白鳥 正輝)
- Takuo Yabe (矢部 卓男)